# San Isidro, Nueva Ecija
San Isidro là một đô thị hạng 4 ở tỉnh Nueva Ecija, Philippines. Theo điều tra dân số gần đây nhất của Philipin, đô thị này có dân số a population of 44,687 người trong 8.340 hộ.
Thị xã này nằm giữa Thành phố Gapan và Cabiao. 

## Barangay
San Isidro được chia thành 9 barangay.
- Alua
- Calaba
- Malapit
- Mangga
- Poblacion
- Pulo
- San Roque
- Sto. Cristo
- Tabon